# デイビー・ジョーンズ (レーサー)
デイビー・ジョーンズ（Davy Jones, 1964年6月1日 - ）は、アメリカのレーシングドライバーである。イリノイ州シカゴ出身。

## 経歴
デビュー当初はフォーミュラ・レースで活躍。1983年にイギリスF3に参戦を開始。アイルトン・セナ、マーティン・ブランドル、ジョニー・ダンフリーズ、デイビッド・レズリーらと争い、シリーズ3位となる。同年にはマカオグランプリにも参戦。セナ、ブランドル、ロベルト・ゲレーロ、ゲルハルト・ベルガーらと争った。F3レースで好成績を残し、ブラバムのF1マシンをテストする機会も与えられたが、ジョーンズはF1に参戦する機会には恵まれなかった。その後、BMWのドライバーとして同胞のジョン・アンドレッティと共にIMSA選手権に参戦。ワトキンズ・グレンで優勝した。スポーツカー世界選手権にもトム・ウォーキンショー・レーシングから参戦し､好成績を修めている。その後はアメリカ国内の様々なカテゴリーのレースに参戦し、デイトナ24時間レース、セブリング12時間レース、ル・マン24時間レースなどの国際耐久レースに参戦し、ル・マンでは、1991年に総合2位、1996年にはマヌエル・ロイターとアレクサンダー・ヴルツと共に総合優勝している。

## レース戦績
ル・マン24時間レース
| 年     | チーム                                                    | コ・ドライバー                            | 使用車両          | クラス | 周回 | 総合順位 | クラス順位 |
| ------ | --------------------------------------------------------- | ----------------------------------------- | ----------------- | ------ | ---- | -------- | ---------- |
| 1988年 | シルクカット・ジャガー トム・ウォーキンショー・レーシング | ダニー・サリバン プライス・コブ           | ジャガー・XJR-9LM | C1     | 331  | 16位     | 14位       |
| 1989年 | シルクカット・ジャガー トム・ウォーキンショー・レーシング | デレック・デイリー ジェフ・クライン       | ジャガー・XJR-9LM | C1     | 85   | DNF      | DNF        |
| 1990年 | シルクカット・ジャガー トム・ウォーキンショー・レーシング | ミシェル・フェルテ エリセオ・サラザール   | ジャガー・XJR-12  | C1     | 282  | DNF      | DNF        |
| 1991年 | シルクカット・ジャガー トム・ウォーキンショー・レーシング | ラウル・ボーセル ミシェル・フェルテ       | ジャガー・XJR-12  | C2     | 360  | 2位      | 2位        |
| 1996年 | ヨースト・レーシング                                      | アレクサンダー・ヴルツ マヌエル・ロイター | ポルシェ・WSC95   | LMP1   | 354  | 1位      | 1位        |

### イギリス・フォーミュラ3選手権
| 年     | チーム                         | エンジン | 1     | 2       | 3     | 4     | 5       | 6     | 7     | 8     | 9     | 10      | 11    | 12    | 13    | 14    | 15    | 16    | 17      | 18    | 19    | 20    | 順位 | ポイント |
| ------ | ------------------------------ | -------- | ----- | ------- | ----- | ----- | ------- | ----- | ----- | ----- | ----- | ------- | ----- | ----- | ----- | ----- | ----- | ----- | ------- | ----- | ----- | ----- | ---- | -------- |
| 1983年 | マーレー・テイラー・レーシング | VW       | SIL 3 | THR Ret | SIL 4 | DON 3 | THR Ret | SIL 2 | THR 3 | BRH 3 | SIL 5 | SIL 14* | CAD 3 | SNE 2 | SIL 7 | DON 3 | OUL 2 | SIL 3 | OUL Ret | THR 2 | SIL 3 | THR 2 | 3位  | 77       |

- * : ヨーロッパF3との合同レース。
- 太字はポールポジション、斜字はファステストラップ。(key)